# Городские населённые пункты Ростовской области

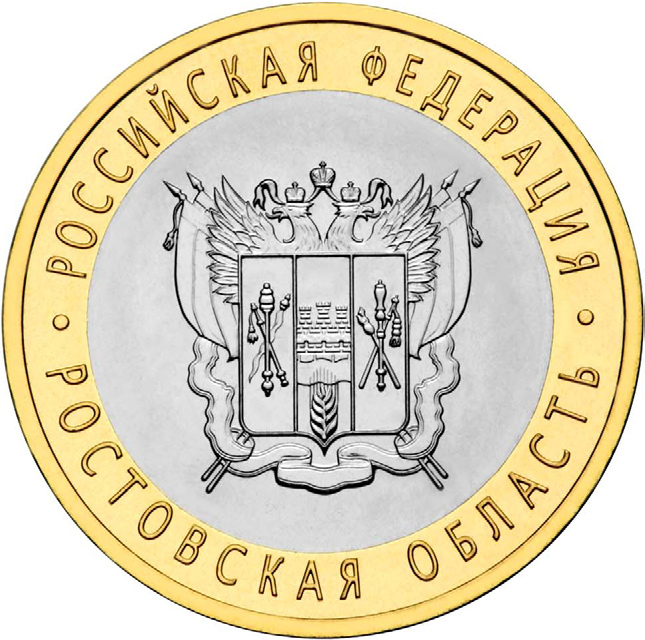
Памятная монета Банка России

Ростовская область России включает 29 городских населённых пунктов, в том числе:
- 23 города, из которых:
  - 12 городов образуют отдельные городские округа (в списке выделены оранжевым цветом),
  - 11 городов входят в муниципальные районы;
- 6 посёлков городского типа (рабочих посёлков).

## Города
| №  | название           | муниципальный район / городской округ | население (чел.) | основание / первое упоминание | статус города | герб | прежние названия                                                          |
| -- | ------------------ | ------------------------------------- | ---------------- | ----------------------------- | ------------- | ---- | ------------------------------------------------------------------------- |
| 1  | Азов               | город Азов, ГО                        | ↘79 872          | 1067                          | 1708          |      | Азак, Тана                                                                |
| 2  | Аксай              | Аксайский район                       | ↗48 372          | 1570                          | 1957          |      | Аксайская                                                                 |
| 3  | Батайск            | город Батайск, ГО                     | ↘124 987         | 1769                          | 1938          |      | до 1927 — Батайское, до 1938 — Батайск                                    |
| 4  | Белая Калитва      | Белокалитвинский район                | ↗40 448          | 1703                          | 1958          |      | до 1941 —Усть-Белокалитвенская, до 1958 — Белая Калитва                   |
| 5  | Волгодонск         | город Волгодонск, ГО                  | ↘162 908         | 1950                          | 1956          |      | Волго-Донск                                                               |
| 6  | Гуково             | город Гуково, ГО                      | ↘60 361          | 1878                          | 1955          |      |                                                                           |
| 7  | Донецк             | город Донецк, ГО                      | ↘46 623          | 1681                          | 1951          |      | до 1951 — Гундоровская, до 1955 — Гундоровка                              |
| 8  | Зверево            | город Зверево, ГО                     | ↗19 353          | 1819                          | 1989          |      |                                                                           |
| 9  | Зерноград          | Зерноградский район                   | ↗24 076          | 1929                          | 1951          |      | до 1960 — Зерновой                                                        |
| 10 | Каменск-Шахтинский | город Каменск-Шахтинский, ГО          | ↘82 425          | 1671                          | 1927          |      | до 1927 — Каменская, до 1929 — Каменск                                    |
| 11 | Константиновск     | Константиновский район                | ↗17 207          | 1593                          | 1967          |      | до 1941 — Константиновская, до 1967 — Константиновский                    |
| 12 | Красный Сулин      | Красносулинский район                 | ↘35 697          | 1797                          | 1926          |      | до 1926 — Сулин                                                           |
| 13 | Миллерово          | Миллеровский район                    | ↘34 246          | 1786                          | 1926          |      | Миллеров-Глубокинский                                                     |
| 14 | Морозовск          | Морозовский район                     | ↘24 258          | 1910                          | 1941          |      | до 1917 — Таубевская, до 1938 — Морозовская, до 1941 — Морозовский        |
| 15 | Новочеркасск       | город Новочеркасск, ГО                | ↘160 529         | 1805                          | 1805          |      |                                                                           |
| 16 | Новошахтинск       | город Новошахтинск, ГО                | ↘100 738         | 1939                          | 1939          |      | до 1939 — Коминтерновский                                                 |
| 17 | Пролетарск         | Пролетарский район                    | ↗18 983          | XVII век                      | 1970          |      | до 1925 — Великокняжеская, до 1970 — Пролетарская                         |
| 18 | Ростов-на-Дону     | город Ростов-на-Дону, ГО              | ↗1 143 123       | 1749                          | 1807          |      |                                                                           |
| 19 | Сальск             | Сальский район                        | ↗57 937          | 1812                          | 1926          |      | до 1918 — Торговая, до 1926 — Торговый                                    |
| 20 | Семикаракорск      | Семикаракорский район                 | ↘21 719          | 1594                          | 1972          |      | до 1972 — Семикаракорская                                                 |
| 21 | Таганрог           | город Таганрог, ГО                    | ↘240 055         | 1698                          | 1775          |      |                                                                           |
| 22 | Цимлянск           | Цимлянский район                      | ↗14 731          | 1672                          | 1961          |      | до 1952 — Цимлянская, до 1961 — Цимлянский                                |
| 23 | Шахты              | город Шахты, ГО                       | ↘219 111         | 1805                          | 1867          |      | до 1881 — Горное Грушевское поселение, до 1920 — Александровск-Грушевский |

## Посёлки городского типа
| № | название      | муниципальный район    | население (чел.) | основание / первое упоминание | статус пгт |
| - | ------------- | ---------------------- | ---------------- | ----------------------------- | ---------- |
| 1 | Глубокий      | Каменский район        | ↗8266            | 1871                          | 1929       |
| 2 | Горный        | Красносулинский район  | ↗2452            | 1912                          | 1959       |
| 3 | Каменоломни   | Октябрьский район      | ↗12 327          | 1902                          | 1933       |
| 4 | Углеродовский | Красносулинский район  | ↗2242            |                               | 1957       |
| 5 | Усть-Донецкий | Усть-Донецкий район    | ↗10 872          | 1837                          | 1961       |
| 6 | Шолоховский   | Белокалитвинский район | ↗7358            | 1953                          | 1955       |

## Карта. Города и посёлки городского типа Ростовской области
Города и посёлки городского типа с населением (по состоянию на 2020 год):

 — более 1 000 000 чел.;  — от 200 000 до 249 999 чел.; 

 — от 100 000 до 199 999 чел.;  — от 50 000 до 99 999 чел.;

 — от 15 000 до 49 999 чел. ;  — от 10 000 до 14 999 чел.;
  — менее 10 000 чел.; 

## История образования городов на территории Ростовской области
Постановлением ЦИК СССР от 13 сентября 1937 года Азово-Черноморский край был разделен на Ростовскую область с центром в городе Ростове-на-Дону и Краснодарский край с центром в г. Краснодаре. В состав образованной Ростовской области вошли девять городов, в том числе: 7 городов областного подчинения Ростов-на-Дону, Каменск-Шахтинский, Красный Сулин, Миллерово, Новочеркасск, Таганрог, Шахты и 2 города районного подчинения Азов и Сальск.  
В 1941 году Указом Президиума Верховного Совета РСФСР рабочий посёлок Морозовский был отнесён к разряду городов районного подчинения с наименованием Морозовск.  
13 ноября 1945 года город Ростов-на-Дону был выделен в город республиканского подчинения.  
В 1951 году рабочий посёлок Зерновой Мечётинского района Ростовской области был преобразован в город районного подчинения с прежним наименованием. В том же году рабочий посёлок Гундоровка Каменского района был преобразован в город районного подчинения.  
6 января 1954 года Указом Президиума Верховного Совета РСФСР из Ростовской области, части Воронежской и Сталинградской областей была выделена Каменская область с центром в г. Шахты. В состав этой области вошло: 9 городов, в том числе: 5 областного подчинения Каменск-Шахтинский, Красный Сулин, Миллерово,  Новошахтинск, Шахты и 4 города районного подчинения: Богучар (ранее входил в состав Воронежской области), Гундоровка Каменского района, Морозовск  и Серафимович (ранее входил в состав Сталинградской области). 
30 июня 1955 года Указом Президиума Верховного Совета РСФСР рабочий посёлок Гуково Зверевского района был выделен в самостоятельную административно-территориальную единицу — город областного подчинения с наименованием Гуково. Этим же указом город Гундоровка Каменского района был преобразован в город областного подчинения и переименован в город Донецк. 
На момент упразднения Каменской области (19 ноября 1957 года), в ней было:10 городов, в том числе: 7 областного подчинения и 3 города районного подчинения Богучар, Морозовск и Серафимович.
В составе Ростовской области (в период с 6 января 1954 года по 19 ноября 1957 года) было 7 городов, в том числе: 1 город республиканского подчинения Ростов-на-Дону, 3 города областного подчинения Батайск, Новочеркасск,Таганрог и 3 города районного подчинения Азов, Сальск и Зерновой.
2 ноября 1956 года Указом Президиума Верховного Совета РСФСР безымянный посёлок эксплуатационников, рабочие посёлки Новосолёновский и Шлюзы были преобразованы в город районного подчинения с наименованием Волгодонск, ставший районным центром Романовского (с переименованием в Волгодонский) района Ростовской области.
19 ноября 1957 года Указом Президиума Верховного Совета РСФСР Каменская область упразднялась, а её территория передавалась Ростовской, Воронежской и Сталинградской областям.
В составе Ростовской области с 19 ноября 1957 года были: 1 город республиканского подчинения Ростов-на-Дону, 10 городов областного подчинения Азов (преобразован в город областного подчинения в 1957 году), Батайск, Гуково, Донецк, Каменск-Шахтинский, Красный Сулин, Миллерово,Новочеркасск,Новошахтинск, Таганрог, Шахты и 5 городов районного подчинения Аксай (станица Аксайская в 1957 году получила статус города), Волгодонск, Зерновой, Морозовск, Сальск.
3 июня 1958 года город Ростов-на-Дону был переведён из республиканского в разряд городов областного подчинения.
29 августа 1958 года преобразован в город районного подчинения посёлок городского типа Белая Калитва  Белокалитвенского района.
С 1960 года город Зерновой Мечётинского района был переименован в город Зерноград. Районный центр был перенесён из станицы Мечётинской в город Зерноград, а Мечётинский район переименован в Зерноградский.
В 1961 году Указом Президиума Верховного Совета РСФСР посёлок городского типа Цимлянский был преобразован в город районного подчинения с наименованием Цимлянск.
Указом Президиума Верховного Совета РСФСР от 1 февраля 1963 года к разряду городов областного подчинения были отнесены: Аксай, Белая Калитва, Волгодонск и Сальск.
В ноябре 1965 года город Аксай был переведён из разряда городов областного подчинения в город районного подчинения Аксайского района.
В ноябре 1967 года посёлок городского типа Константиновский был преобразован в город районного подчинения с наименованием Константиновск.
24 июля 1970 года Указом Президиума Верховного Совета РСФСР станица Пролетарская была преобразована в город районного подчинения Пролетарск.
25 мая 1972 года Указом Президиума Верховного Совета РСФСР посёлок городского типа Семикаракорский был преобразован в город районного подчинения с наименованием Семикаракорск.
В период с мая 1972 года по 1989 год в составе Ростовской области было 15 городов областного подчинения (Азов, Батайск, Белая Калитва, Волгодонск, Гуково, Донецк, Каменск-Шахтинский, Красный Сулин, Миллерово,Новочеркасск,Новошахтинск, Ростов-на-Дону, Сальск, Таганрог, Шахты) и 7 городов районного подчинения (Аксай, Зерноград, Константиновск, Морозовск, Пролетарск, Семикаракорск и Цимлянск).
В 1989 году Указом Президиума Верховного Совета РСФСР  посёлок городского типа Зверево, находившийся в административном подчинении городского Совета города Гуково был преобразован в город областного подчинения с наименованием Зверево.
С 1989 года по март 2005 года в составе Ростовской области было 16 городов областного подчинения (Азов, Батайск, Белая Калитва, Волгодонск, Гуково, Донецк, Зверево, Каменск-Шахтинский, Красный Сулин, Миллерово,Новочеркасск,Новошахтинск, Ростов-на-Дону, Сальск, Таганрог, Шахты) и 7 городов районного подчинения (Аксай, Зерноград, Константиновск, Морозовск, Пролетарск, Семикаракорск и Цимлянск).
С марта 2005 года на территории Ростовской области в ходе реформы органов местного самоуправления были произведены изменения в административно-территориальном устройстве, в том числе это коснулось городов областного и районного подчинения.
На территории области были образованы 12 городских округов из городов областного подчинения (Азов, Батайск, Волгодонск, Гуково, Донецк, Зверево, Каменск-Шахтинский, Новочеркасск,Новошахтинск, Ростов-на-Дону,Таганрог, Шахты). Четыре города областного подчинения, которые были административно объединены с одноимёнными районами Белая Калитва, Красный Сулин, Миллерово и Сальск, образуют городские поселения, с понижением статуса до городов районного подчинения. 7 городов районного подчинения (Аксай, Зерноград, Константиновск, Морозовск, Пролетарск, Семикаракорск и Цимлянск) также образовали городские поселения в составе муниципальных районов.
На январь 2020 года в составе Ростовской области 23 города (из них 12 образуют отдельные городские округа и 11 — городские поселения).
Из общего количества городов по численности населения делятся:
- 1 крупнейший город (более 1 млн. жителей): Ростов-на-Дону;
- 6 больших городов (от 100 тыс. до 250 тыс. жителей): Волгодонск, Батайск, Новочеркасск, Новошахтинск, Шахты, Таганрог;
- 4 средних города (от 50 тыс. до 100 тыс. жителей): Азов, Гуково, Каменск-Шахтинский, Сальск
- 12 малых городов (менее 50 тыс. жителей): Аксай, Белая Калитва, Донецк, Зверево, Зерноград, Константиновск, Красный Сулин, Миллерово, Морозовск, Пролетарск, Семикаракорск, Цимлянск.